# Decemberöverenskommelsen
Decemberöverenskommelsen (ofta förkortat DÖ) var en överenskommelse mellan sex av svenska riksdagens åtta partier och ett resultat av regeringskrisen i Sverige 2014. Avsikten var att stänga ute Sverigedemokraterna från inflytande genom att regeringspartierna, Socialdemokraterna och Miljöpartiet, och den största politiska oppositionen, Alliansen, kom överens om att ledaren för den största partikonstellationen skulle släppas fram som statsminister samt att minoritetsregeringar var garanterade att få igenom sin budget.
Decemberöverenskommelsen träffades den 27 december 2014 och var tänkt att gälla till valdagen 2022 (nästan 8 år), men upplöstes formellt redan den 9 oktober 2015, drygt nio månader efter att den träffats, efter att Kristdemokraternas riksting röstat för att lämna den.
Trots att den formellt upplöstes fortsatte den ändå att gälla i praktiken; även efter att överenskommelsen hade fallit fortsatte Alliansen att släppa fram de rödgrönas politik. Och trots att 6 av 10 väljare i riksdagsvalet 2014 hade röstat till höger om de rödgröna så fick Vänsterpartiet ett betydande inflytande över regeringspolitiken.

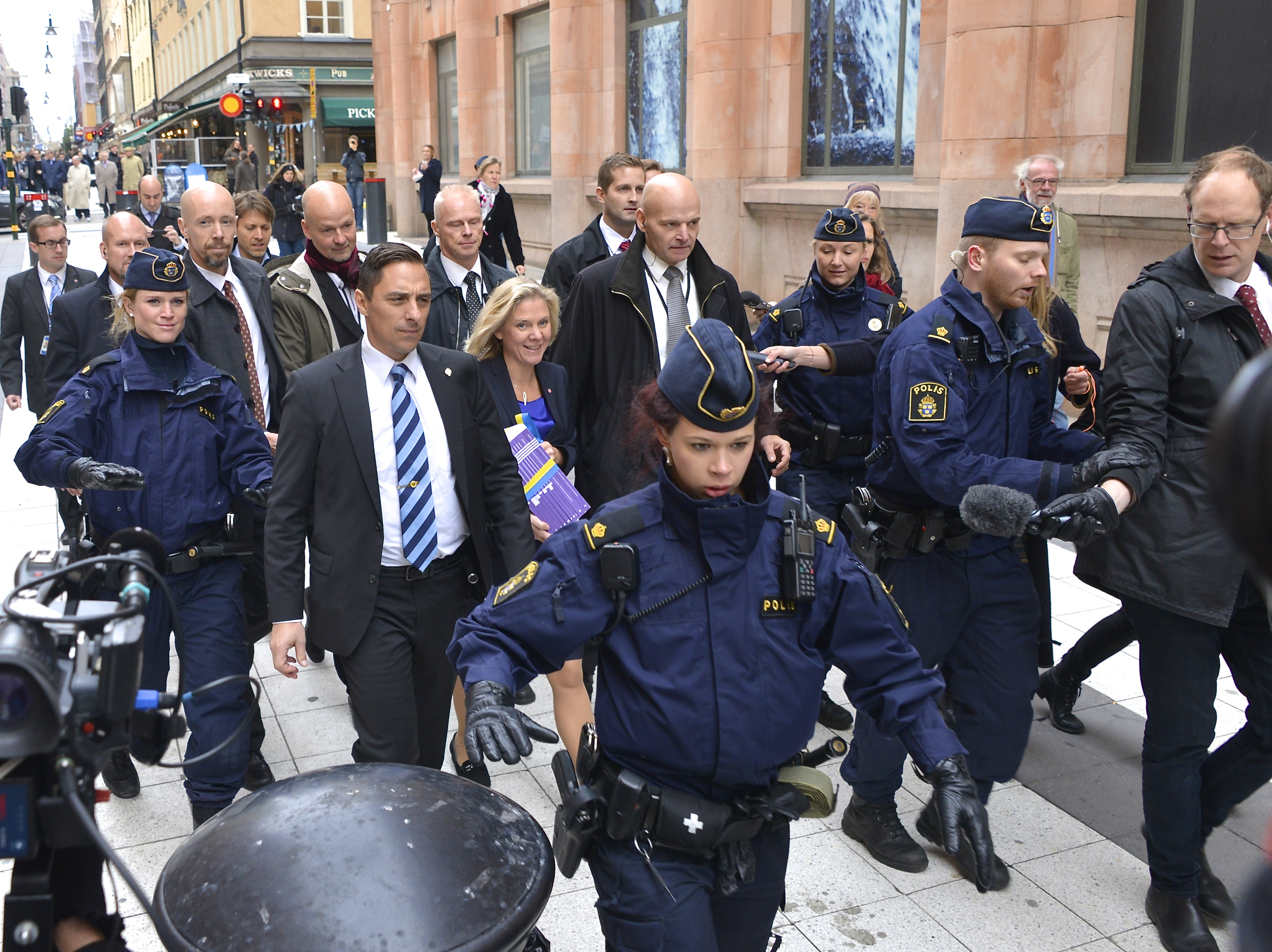
Budgetpromenaden 23 oktober 2014 inför finansminister Magdalena Anderssons överlämnande av den nytillträdda regeringens första budgetproposition till riksdagen.

## Bakgrund
Alliansen hade sedan länge velat ha ett löfte från Socialdemokraterna att alltid släppa fram det största blocket så att Sverige skulle kunna regeras och så att Sverigedemokraterna skulle kunna isoleras. Socialdemokraterna och Stefan Löfven motsatte sig principen då de menade att det skulle cementera blockpolitiken, hålla samman Alliansen och försvåra samarbete över blockgränsen.
Alliansen följde dock frivilligt denna princip 2014 då en statsminister skulle utses, då de fyra Allianspartierna och Vänsterpartiet lagt ned sina röster och därmed släppt fram Löfven (132 ja, 49 nej och 154 blanka).

### Budgetomröstningen hösten 2014

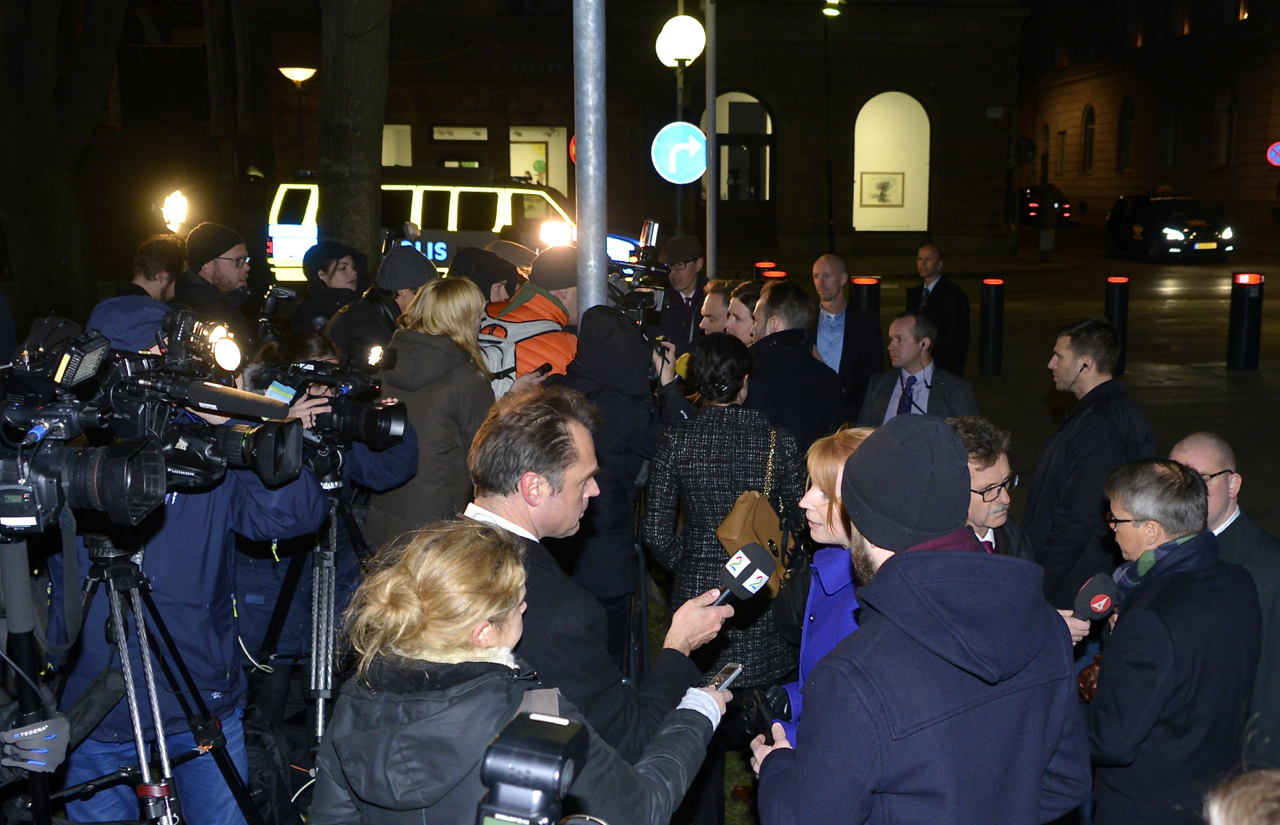
Utanför Rosenbad, inför statsministerns krismöte med ledare för allianspartierna kvällen den 2 dec 2014.

Traditionellt röstar varje parti eller koalition i riksdagen endast på sitt eget budgetförslag och lägger därefter ned sina röster, vilket gör att det största alternativets budget vinner. För att följa denna praxis ville Sverigedemokraterna ha samtal med Socialdemokraterna och föreslog bland annat att asyl- och anhöriginvandringen skulle minska med 50%, samtal som Socialdemokraterna avböjde. Sverigedemokraterna meddelade då inför omröstningen att man avsåg att "försöka fälla varje regering och budgetproposition som ger stöd för ökad invandring".
Den 3 december 2014 röstade Sverigedemokraterna på Alliansens budget efter att deras egen budget hade röstats ned i en tidigare omgång vilket utlöste regeringskrisen i Sverige 2014. Det medförde att Alliansens budget fick majoritet över regeringen Löfvens första budget och Sverige kom därmed våren 2015 att styras av en röd-grön regering (S, Mp) med en Alliansbudget (M, C, Fp och Kd).
Varje sittande regering skulle få svårt att styra landet om man inte kunde komma överens om budgeten över blockgränserna eller med Sverigedemokraterna. Statsminister Stefan Löfven hade redan före omröstningen gjort budgeten till en kabinettsfråga, och meddelade omedelbart efter omröstningen att han den 29 december samma år avsåg utlysa extra val, ett val som skulle ha hållits den 22 mars 2015. Sverige hade då inte hållit ett extra val sedan 1958.
Decemberöverenskommelsen träffades för att undvika extra val och liknande situationer framöver.

## Överenskommelsen träffas
På en presskonferens den 27 december 2014 meddelade ledarna för regeringspartierna (Socialdemokraterna och Miljöpartiet) och oppositionspartierna i Alliansen (Moderaterna, Centerpartiet, Folkpartiet och Kristdemokraterna) att en överenskommelse hade träffats, som partierna kallade decemberöverenskommelsen. Målet med överenskommelsen var att möjliggöra för minoritetsregeringar att styra landet enligt sitt eget budgetförslag, men att de fortfarande måste göra uppgörelser med andra partier om andra frågor. Utanför överenskommelsen stod de båda riksdagspartierna Vänsterpartiet och Sverigedemokraterna. Stefan Löfven meddelade också under presskonferensen, att regeringen på grund av denna överenskommelse avskrivit planerna på att utlysa extra val. Därmed var regeringskrisen över.
Aldrig tidigare hade en så omfattande uppgörelse fattats med sådan skyndsamhet. Några få förhandlare från partiledningarna hade i största hemlighet dagarna före jul kommit överens om hur Sverige skulle styras under de kommande åtta åren.
Göran Hägglund, som var partiledare för Kristdemokraterna, och Magdalena Andersson, Socialdemokratisk finansminister, var nyckelpersoner i de första kontakterna.

### Överenskommelsens innehåll
Parterna som träffade överenskommelsen beslutade att hålla uppgörelsen till och med valdagen 2022. Överenskommelsen innebar följande:
- Den statsministerkandidat som samlar stöd från den partikonstellation som är större än alla andra tänkbara regeringskonstellationer ska släppas fram.
- En minoritetsregering ska kunna få igenom sin budget.
- Utbrytningar ur budgeten ska inte vara möjliga.
- Överenskommelsen pekar ut tre politiska områden (försvar och säkerhet, pensionerna, energi) för samarbete och samtal.[15]

Uppgörelsen började gälla i och med voteringen för vårpropositionen 2015, vilket innebar att Alliansens höstbudget gällde för 2015 och att regeringen Löfven inte gavs möjlighet att höja inkomstskatterna under 2015. Däremot kvarstod möjligheten att höja arbetsgivaravgifterna för unga från halvårsskiftet den 1 juli.
Överenskommelsen innebar inga lagändringar utan var en ny praxis som de sex partierna enats om att tillämpa.
I praktiken innebar överenskommelsen att allianspartierna inte lade en gemensam skuggbudget, utan lade var sin. Det medförde att det inte fanns någon oppositionsbudget som Sverigedemokraterna kunde rösta fram. De rödgröna partierna har traditionellt lagt var sina skuggbudgetar.

## Reaktioner och analys
Redan samma dag uttryckte ledarskribenterna Peter Wolodarski (Dagens Nyheter) och Anders Lindberg (Aftonbladet) att överenskommelsen var ett bra beslut för Sverige, medan Jan Sjunnesson (Samtiden) menade att Stefan Löfven var vinnare på kort sikt och Sverigedemokraterna på lång sikt. Tove Lifvendahl (Svenska Dagbladet) var kritisk och skrev dels att överenskommelsen cementerade blockpolitiken och dels att den var demokratiskt problematisk eftersom demokratins säkerhetsventil är dess opposition. Hon menade att de möjliga konsekvenserna av överenskommelsen var av sådan dignitet att väljarna borde ha fått säga sin mening om de förändrade demokratiska spelreglerna.
Kritik mot överenskommelsens principer, utformande och tillkomst har förekommit från företrädesvis representanter från de borgerliga partierna. Något som frekvent har kritiserats gällande överenskommelsen har varit att den anses vara odemokratisk då partikonstellationer i minoritet enligt de nya principerna kan få igenom riksdagsbeslut utan egen majoritet. Den före detta moderata försvarsministern Mikael Odenberg ansåg att överenskommelsen är "ett nederlag för demokratin och parlamentarismen" med motivering att den signifikant förflyttar makten från riksdagen till regeringen. Även medlemmar inom Sverigedemokraterna, ett parti som inte ingick i överenskommelsen, har kritiserat pakten. Bland annat ansåg Roger Richthoff, ordförande för partiet i Södermanland, att "[Överenskommelsens] huvudsakliga [skäl] är att utestänga Sverigedemokraterna som är det tredje största partiet".
Den 13 januari skrev Aftonbladet i en artikel att flera moderata riksdagsledamöter, där Finn Bengtsson och Isabella Hökmark citerades, öppnade upp för att gå emot partistyrelsen och rösta ned regeringens budget vid en framtida omröstning. Enligt de tillfrågade partimedlemmarna hade processen som lett fram till överenskommelsen "varit utan förankring i partiet" och de menade även att partiet hade ett ansvar att nå en samsyn i riksdagsgruppen. Moderaternas partiordförande Anna Kinberg Batra kommenterade missnöjet i samma artikel med att förtydliga att "uppgörelsen har ett brett stöd i både partiet och riksdagsgruppen". På en fråga i Agenda i mars 2017 om varför hon gick med på överenskommelsen svarade Kinberg Batra "Den slöts ju innan jag tillträdde som partiledare så det var som det var med den saken och den slöts i ett väldigt komplicerat läge i svensk politik." Kinberg Batra hade dock i praktiken rollen som partiledare ända sedan valförlusten i september 2014.
En av överenskommelsens mest uttalade kritiker var den moderata riksdagsledamoten Finn Bengtsson som menade att han "inte kan acceptera en sådan här partipiska" därför att överenskommelsen inte hade förankrats hos riksdagsgruppen. Bengtsson berättade i en intervju hur decemberöverenskommelsen tillkännagavs de moderata riksdagsledamöterna efter tillkännagivandet i medierna genom en lyssnande telefonkonferens en timme efter att den redan var klar och offentlig. När överenskommelsen för första gången prövades i praktiken vid budgetomröstningen våren 2015 valde Bengtsson att tillsammans med partikollegan Anders Hansson rösta på Alliansens budgetförslag, vilket gick emot partiledningens beslut. Anders Hansson uttalade tidigt kritik mot både innehåll och tillkomst och kallade uppgörelsen för "en förhastad lösning på en uppkommen situation". I april 2015, vid länsförbundsstämman för moderaterna i Östergötland, vann Finn Bengssons motion att frånträda överenskommelsen. Resultatet var oväntat och mycket ovälkommet för partiledningen, men moderaternas partisekreterare Tomas Tobé sade att denna var den enda av tio avverkade länsförbundsstämmor som uttryckt detta och att han trodde att det fortsatt fanns ett brett stöd. Bengsson beskrev hur han upplevde sig bli utfryst ur den moderata riksdagsgruppen, att partikollegorna inte hälsade eller slog ned blicken.
Även inom Kristdemokraterna väcktes tidigt ett missnöje mot överenskommelsen. I mars 2015 skrev europaparlamentarikern Lars Adaktusson på SvD Brännpunkt att den nya partiledningen inte skulle vara bunden av överenskommelsen. Även Sara Skyttedal uttryckte kritik i sociala medier redan samma dag som överenskommelsen offentliggjordes och ungdomsförbundet tog ställning under våren att de ville riva upp överenskommelsen.
Experter drog olika slutsatser: Statsvetaren Leif Lewin sade att överenskommelsen i valet mellan flera dåliga alternativ var det minst onda. Statsvetaren Tommy Möller sade att den stred mot den parlamentariska grundprincipen att regeringen måste ha riksdagens stöd. Han menade även att riksdagen hade gjort sig själv obsolet i den viktiga frågan om den ekonomiska politiken, ett allvarligt avsteg från den parlamentariska grundidén. Att oppositionen debatterade i ett skarpt tonläge mot regeringen trots att man inte var beredd att stoppa den ekonomiska politiken kallade han för att "spela politisk luftgitarr".
Direkt efter att överenskommelsen slöts gjorde Sifo en mätning som visade att 56 procent tyckte att det var rätt att ingå uppgörelsen och endast hälften så många, 28 procent, tyckte att det var fel. I september 2015 hade opinionen vänt, då 48 procent av de tillfrågade väljarna tyckte att det var fel att ingå decemberöverenskommelsen och bara 30 procent tyckte att det var rätt. Bland de partier som ingått i överenskommelsen var förtroendet lägst hos de kristdemokratiska väljarna. Endast 18 procent av deras väljare tyckte det var rätt att ingå överenskommelsen.
Demoskops vd Karin Nelsson sade 2022 att "Jag tror att det som väljarna är väldigt kritiska till det är just decemberöverenskommelser och januariavtal. Det ser vi tydligt i våra siffror. När man sluter den typen av avtal [och] håller folkviljan ute då blir folk kritiska."

## Upplösning
Hösten 2015 hade de fyra borgerliga partierna kongresser som skulle behandla motioner om decemberöverenskommelsen. Först ut var Centerpartiets partistämma den 24-27 september där de fastslog att partiet skulle stå bakom överenskommelsen.
"Där står den och längtar till fredag.

Hejdå decemberöverenskommelsen!"

− KDU:s Sara Skyttedal hade satt

en champagneflaska på kylning.
I oktober 2015 höll det minsta oppositionspartiet Kristdemokraterna sitt riksting och den 9 oktober röstade tinget om decemberöverenskommelsen. Partiledaren Ebba Busch Thor sammanfattade sitt främsta argument för att behålla överenskommelsen med "Pacta sunt servanda. Ingångna avtal ska hållas." Sara Skyttedal (ordförande för KDU), Lars Adaktusson (EU-parlamentariker) och den inflytelserika kristdemokraten Anders Andersson var tre framträdande kritiker till uppgörelsen. Anders Andersson, som annars tidigare nästan alltid gått i linje med partiledningen, berättade senare hur han i möte med väljare inte hade fått respons när han försökte prata om partiets sakpolitik eftersom väljarna istället främst ville kritisera Decemberöverenskommelsen och att det var orsaken till att han såg det som sin skyldighet att verka för en ordning där statsministern tvingades att lyssna in riksdagsopinionen och allmänheten.
Tinget röstade för förslaget att aktivt lämna decemberöverenskommelsen. Senare samma dag meddelade först Moderaternas partiledare Kinberg Batra, och därefter övriga allianspartier, att överenskommelsen genom Kristdemokraternas beslut hade upphävts. Därför behövde inte Moderaterna och Folkpartiet behandla frågan på sina kongresser senare under hösten.
I en kommentar skrev journalisten KG Bergström att "KD:s beslut att lämna DÖ är ett av de mest oväntade och sensationella politiska beslut jag upplevt under trettio år som politisk bevakare." Marcus Oscarsson kommenterade att bara en vecka före Kristdemokraternas omröstning var alla politiska experter i Sverige överens om att det inte skulle inträffa. Han höll inte med Kinberg Batra om att överenskommelsen automatiskt hade fallit för alla inblandade partier i samband med Kristdemokraternas utträde, men att de andra allianspartierna följde efter för att de annars hade fått minskat stöd i kommande opinionsmätningar.
Trots att avsikten med decemberöverenskommelsen var att stänga ute Sverigedemokraterna från inflytande var partiets huvudfråga, migration, inte ett av de områden som pekades ut för samarbete och samtal i överenskommelsen. Men 14 dagar efter att den hade upplösts meddelades den 23 oktober 2015 Migrationsöverenskommelsen där samma sex riksdagspartier hade kommit överens om en 21-punkts åtgärdsplan för att hantera flyktingkrisen som hade uppkommit efter Syriska inbördeskriget, att Islamiska staten utropade sitt kalifat och att närliggande länder som Egypten, Saudiarabien, Israel och Sudan gjorde sin flyktingpolitik mycket mer restriktiv, en process som tog cirka tre år.

## Efter överenskommelsen
Efter att decemberöverenskommelsen hade upplösts fortsatte svensk politik som om den ändå fortfarande gällde: Allianspartierna lade ingen gemensam budget och den parlamentariskt svaga rödgröna regeringen tilläts regera vidare som om ingenting hänt. Genom att bryta isoleringen av Sverigedemokraterna kunde Alliansen ha tagit regeringsmakten, men valde ändå att inte göra det.
I boken Förhandla eller DÖ? diskuterade statsvetarna Ulf Bjereld och Jonas Hinnfors tre alternativa möjligheter för att Sverige skulle kunna styras av starka regeringar:
1. Bryta isoleringen av Sverigedemokraterna och att de rödgröna eller Alliansen regerade med det partiets stöd
2. Bilda en blocköverskridande regering (Alliansen och de rödgröna)
3. Fortsätta att i praktiken efterleva decemberöverenskommelsen även om den formellt hade rivits upp

### 2018–2019
Vid budgetomröstningen i december 2018 lade Moderaterna och Kristdemokraterna fram en gemensam budget mot övergångsregeringen Löfvens budget. Sverigedemokraterna meddelade att de avsåg rösta på oppositionsbudgeten, vilket skulle ge den budgeten fler röster i riksdagen än övergångsregeringens förslag. Centerpartiet och Liberalerna övervägde att följa andan i decemberöverenskommelsen[källa behövs] genom att rösta på övergångsregeringens budget för att hindra Sverigedemokraterna från inflytande. I omröstningen lade de ned sina röster och Moderaterna och Kristdemokraternas budget fick stöd i riksdagen.
I januari 2019, 131 dagar efter riksdagvalet i september 2018, tillträdde Stefan Löfven som statsminister efter att ha träffat en överenskommelse med Miljöpartiet, Centerpartiet och Liberalerna, i det som kallades januariavtalet.